# SN 1950O
SN 1950O – niepotwierdzona supernowa odkryta 18 kwietnia 1950 roku w galaktyce A161509+1857. W momencie odkrycia miała maksymalną jasność 17,00m.